# Luke Morley
Luke Morley (Camberwell (Londen), 19 juni 1960) is de Britse leadgitarist, belangrijkste songwriter en producer voor de hardrockband Thunder. Hiervoor was hij onder andere actief in de jaren 80 groep Terraplane. Samen met Danny Bowes, onder andere leadzanger in Thunder, heeft hij een ander project onder de naam Bowes & Morley.